# NGC 4462
NGC 4462 ist eine Balken-Spiralgalaxie vom Hubble-Typ SBab im Sternbild Rabe südlich der Ekliptik. Sie ist schätzungsweise 73 Mio. Lichtjahre von der Milchstraße entfernt und hat einen Durchmesser von etwa 70.000 Lj.
Die Typ-Ia-Supernova SN 1998bn wurde hier beobachtet.
Das Objekt wurde am 26. März 1789 von dem deutsch-britischen Astronomen Wilhelm Herschel entdeckt.